# Lomben (Töre socken, Norrbotten)
Lomben är en sjö i Kalix kommun i Norrbotten och ingår i Töreälvens huvudavrinningsområde. Sjön har en area på 0,139 kvadratkilometer och ligger 89 meter över havet. Sjön avvattnas av vattendraget Granån.

## Delavrinningsområde
Lomben ingår i det delavrinningsområde (735773-179730) som SMHI kallar för Utloppet av Lomben. Medelhöjden är 113 meter över havet och ytan är 4,83 kvadratkilometer. Räknas de 2 avrinningsområdena uppströms in blir den ackumulerade arean 64,74 kvadratkilometer. Granån som avvattnar avrinningsområdet har biflödesordning 2, vilket innebär att vattnet flödar genom totalt 2 vattendrag innan det når havet efter 39 kilometer. Avrinningsområdet består mestadels av skog (84 procent) och sankmarker (12 procent). Avrinningsområdet har 0,14 kvadratkilometer vattenytor vilket ger det en sjöprocent på 2,9 procent.